# I Love My Wife
I Love My Wife (conocido en español como Yo quiero a mi mujer) es un musical con libreto y cantables de Michael Stewart y música por Cy Coleman, basado en una obra teatral de Luis Rego.
Se trata de una sátira de la revolución sexual de los años setenta, ambientada durante una Nochebuena en los suburbios de Trenton, New Jersey, donde dos parejas casadas que han sido amigos cercanos desde la escuela secundaria se encuentran contemplando un ménage-à-quatre.

## Argumento
En Trenton, New Jersey, Wally (ahora un ejecutivo en relaciones públicas) y Alvin (un transportista de mudanzas), amigos desde la escuela secundaria, se plantean darle sabor a la vida teniendo un cuarteto. Alvin le sugiere a su mujer, Cleo, que compartan su cama con Monica, la mujer de Wally. Cleo cree que disfrutaría a Wally. Finalmente deciden que quien entre primero será el compañero de la noche, pero la pareja entra junta. Los tres discuten la situación después de que Monica se vaya, y deciden tener un cuarteto en Nochebuena.
Alvin y Cleo llegan para la cena y posterior cuarteto esa Nochebuena; Monica inicialmente está incómoda con el plan, finalmente lo acepta. Demasiado excitados para comer, deciden desnudarse, meterse en la cama y tomar marihuana para relajarse. Cuando Wally sugiere ideas de un manual de sexo, el grupo las descarta.

## Números Musicales
Acto I
- We're Still Friends - Compañía
- Monica - Alvin, Monica y Cuatro Hombres
- By Threes - Wally, Alvin y Harvey
- A Mover's Life - Alvin y Cuatro Hombres
- Love Revolution - Cleo
- Someone Wonderful I Missed - Monica y Cleo
- Sexually Free - Alvin, Cleo y Wally

Acto 2
- Hey There, Good Times - Harvey, Stanley, Quentin y Norman
- Lovers on Christmas Eve - Monica, Wally y Norman
- Scream - Harvey, Stanley, Quentin y Norman
- Everybody Today is Turning On - Alvin y Wally
- Married Couple Seeks Married Couple - Alvin, Cleo, Wally y Monica
- I Love My Wife - Alvin y Wally

## Producciones
Antes de su llegada en Broadway, debutó a modo de prueba en el Forest Theatre en Filadelfia en el 21 de marzo de 1977. La producción de Broadway se estrenó el 17 de abril de 1977 en el Ethel Barrymore Teatro, y se despidió el 20 de mayo de 1979 tras 857 representaciones y siete previas. Dirigido por Gen Saks y coreografiado por Onna Blanco, el reparto incluyó a James Naughton como Wally, Joanna Gleason como Monica, Lenny Panadero como Alvin, Ilene Graff como Cleo, Michael Mark (guitarra) como Stanley, Joseph Saulter (tambor) como Quenton, John Miller (bajo) como Harvey, y Ken Bichel (piano) como Norman. Durante las representaciones del musical se produjeron cambios en el reparto incorporándose Tom y Dick Smothers, Tom Wopat, Janie Vende y, en una versión afroestadounidense, Lawrence Hilton-Jacobs, Hattie Winston, y Barbara Sharma.
El director y coreógrafo original Joe Layton fue reemplazado por daños de una caída. La orquesta la conformaban cuatro músicos en escena que figuraban entre los amigos y actuaban en la escena de apertura. La banda hacía desde el fondo del escenario pequeñas gamberradas durante las canciones. Cantaban en algunos de los números y en alguno de los números uno de ellos cantaba un solo.
La producción del West End se estrenó el 6 de octubre de1977 en el Prince of Wales Theatre y alcanzó 401 representaciones. Fue nominado al Premio Laurence Olivier para Mejor Musical del Año.  La obra originalmente era protagonizada por el actor estrella Richard Beckinsale de Porridge y Rising Damp, pero fue reemplazado durante las representaciones por actor Robin Askwith de Confessions of a Window Cleaner.
El mismo año de su estreno absoluto y antes de que el musical llegara a Londres, una versión en castellano se estrenó en el Teatro Marquina de Madrid el 27 de septiembre. Ignacio Artime y Jaime Azpilicueta fueron los responsables de la adaptación, que contó con dirección de escena del segundo de ellos. El cuarteto protagonista lo encarnaban Alfredo Landa (Tony, Alvin en el original), Paco Valladares (Oscar, Wally en el original), María Luisa Merlo (Monica) y Josele Román (Cleo). La compañía discográfica Hispavox lanzó un LP con la música de la producción española.
En 1979 el actor, director y dramaturgo argentino Enrique Pinti preparará una nueva versión en español para su estreno en el Teatro El Nacional de Buenos Aires. El reparto de dicho montaje lo integraron Leonor Benedetto, Rudy Chernicof, Víctor Díaz Velez, Fernando Lewis, Fernando Leynaud, Gerardo Romano, Blanquita Silván y Mario Tenreyro.
El Helen Hayes Theatre en Nyack, Nueva York presentó el musical en abril de 2004.
La Reprise Theatre Company en el Brentwood Theatre, Brentwood, California puso a escena una producción en diciembre de 2008. El musical fue protagonizado por Jason Alexander (Alvin), Vicki Lewis (Cleo), Patrick Cassidy (Wally), y Lea Thompson (Monica).

## Valoración por la crítica

### Respuestas de críticos
Clive Barnes, reseñando para The New York Times escribió que el musical era "brillante, ingenioso, divertido y relajado." Notó que lo que hicieron Coleman y Stewart con respecto a la orquesta "es impresionantemente sencillo, pero ninguno... lo ha hecho antes. Han tomado la banda y la han puesto en sobre el escenario... Los músicos están integrados en la escena, como un coro griego." Notó especialmente que "es un reparto hermoso - perfecto." Finalmente, escribió que el musical es "un poco sexy, muy entretenido y sumanente divertido."